# Soczewka
Soczewka (prononciation : [sɔˈt͡ʂɛfka]) est un village polonais de la gmina de Nowy Duninów dans le powiat de Płock de la voïvodie de Mazovie dans le centre-est de la Pologne.
Il se situe à environ 9 kilomètres au sud-est de Nowy Duninów (siège de la gmina), 10 kilomètres à l'ouest de Płock (siège du powiat) et à 104 kilomètres à l'ouest de Varsovie (capitale de la Pologne).
Le village compte approximativement une population de 330 habitants en 2006.

## Histoire
De 1975 à 1998, le village appartenait administrativement à la voïvodie de Płock.